# František Jaroslav Vacek Kamenický
František Jaroslav Vacek Kamenický (24. ledna 1806, Kamenice nad Lipou – 23. března 1869, Blovice) byl vlastenecký kněz a básník, autor populárních znárodněných písní.

## Život
V Kamenici nad Lipou absolvoval obecnou školu a pak reálné gymnázium v Jindřichově Hradci. Po maturitě studovat filosofii v Praze a v roce 1827 se přihlásil na bohoslovecká studia v Českých Budějovicích, kde se seznámil s osobnostmi národního obrození, F. L. Čelakovským, J. V. Kamarýtem a dalšími. Ti také ovlivnili jeho pozdější literární tvorbu básní a národních písní. Po vysvěcení na kněze v roce 1831 dělal zámeckého kaplana na zámku v Březnici, kde je na nádvoří pamětní deska připomínající jeho pobyt. Pak dělal faráře v Týnci u Klatov. V letech 1834–1845 byl farářem v obci Merklín. Poté se stal děkanem a druhým z ředitelů základní školy v Blovicích, a to až do roku 1868. V Blovicích žil v letech 1845–1869. Jeho hrob v Blovicích je kulturní památkou.
Jeho sbírka písní znárodněla a některé z nich byly zpívány při vlasteneckých akcích, jsou známy dodnes, např. U panského dvora, V Čechách, tam jsem zrozena, Vdejte mne matičko, dokud jsem mladá. V rodném městě, na domě čp. 105 ve Vackově ulici má pamětní desku, pohřben je v Blovicích. Obě tato města jej považují dodnes za významnou osobnost své historie.

## Dílo

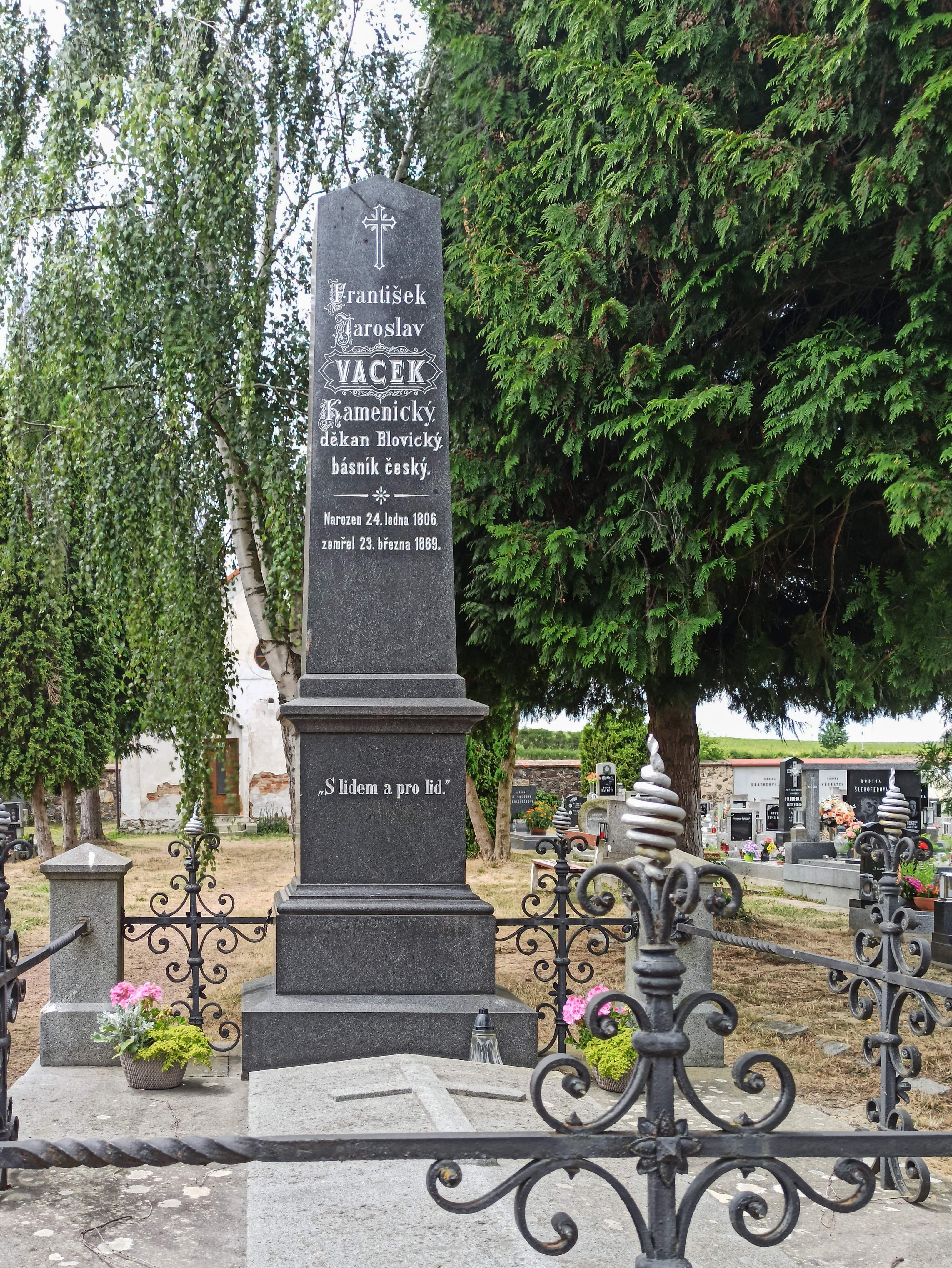
Blovice, náhrobek básníka Vacka.jpg

- Písně v národním duchu českém (1833), sbírka písní
- Lilie a růže (1846), cyklus znělek
- U kroků mé matky (1839)[6], procítěné elegie uveřejněné v Musejníku